# Phaeosolenia pelargonii
Phaeosolenia pelargonii är en svampart som först beskrevs av Károly Kalchbrenner, och fick sitt nu gällande namn av W.B. Cooke 1961. Phaeosolenia pelargonii ingår i släktet Phaeosolenia och familjen Inocybaceae.   Inga underarter finns listade i Catalogue of Life.